# Клопы-паразиты
Клопы-паразиты, или постельные клопы, или клопы паразитные (лат. Cimicidae), — небольшое семейство полужесткокрылых из подотряда клопов, включающее в себя около 100 видов. Большинство из них паразитируют на летучих мышах и птицах из семейств стрижей и ласточек. Члены семейства питаются исключительно кровью теплокровных животных, включая человека и других и являются космополитами. Постельные клопы не являются строго ночными насекомыми, однако более активные ночью, когда могут незаметно кормиться на хозяине. День насекомые проводят в укромных местах, например, в щелях мебели, за картинами, обоями, в скважинах электропроводки и так далее, а ночью выходят на охоту. Самый известный член семейства — постельный клоп.

## Описание
Постельные клопы — клопы маленьких размеров, чьи размеры не превышают 9 мм. Тело клопов плоское, овальное, окрас варьируется от желтовато-белого до тёмно-бурого. Также имеют очень короткие не функциональные крылья.

## Распространение
В Северной Америке распространены 15 видов из 8 родов, из которых 7 видов распространены в Канаде.

## Экология
Клопы — паразиты; нимфы и имаго питаются кровью теплокровных животных, в основном млекопитающих (на летучих мышах) и птиц из семейств стрижей и ласточек.

## Палеонтология
В ископаемом состоянии семейство неизвестно, за исключением Quasicimex eilapinastes из бирманского янтаря, сочетающего некоторые отличительные черты постельных клопов с более примитивными предковыми признаками.

## Классификация
В семейство включают около 110 видов в 24 родах и шести подсемействах:
- Подсемейство Afrociminae
  - Afrocimex Schouteden, 1951
- Подсемейство Cimicinae
  - Bertilia Reuter, 1913
  - Cimex Linnaeus, 1758
  - Oeciacus Stål, 1873
  - Paracimex Kiritschenko, 1914
  - Propicimex Usinger, 1966
- Подсемейство Cacodminae
  - Aphrania Jordan & Rothschild, 1912
  - Cacodmus Stål, 1873
  - Crassicimex Ferris & Usinger, 1957
  - Leptocimex Roubaud, 1913
  - Loxaspis Rothschild, 1912
  - Stricticimex Ferris & Usinger, 1957
- Подсемейство Haematosiphoninae
  - Caminicimex Usinger, 1966
  - Cimexopsis List, 1925
  - Haematosiphon Champion, 1900
  - Hesperocimex List, 1925
  - Ornithocoris Pinto, 1927
  - Psitticimex Usinger, 1966
  - Synxenoderus List, 1925
- Подсемейство Latrocimicinae
  - Latrocimex Lent, 1941
- Подсемейство Primicimicinae
  - Bucimex Usinger, 1963
  - Primicimex Barber, 1941